# Southern Coastal Trail
De Southern Coastal Trail is een langeafstandswandelpad in Albanië. 
De (met gele borden en een zonnesymbool) bewegwijzerde route is 74 kilometer lang en doorkruist de zuidkust van Albanië van Dhërmi via Himarë en Qeparo tot Nivicë nabij Sarandë.